# Trofeo Serra de Tramuntana 2020
La 29.ª edición de la clásica ciclista Trofeo Serra de Tramuntana fue una carrera en España que se celebró el 31 de enero de 2020 sobre un recorrido de 140,1 km en la isla balear de Mallorca. La carrera formó parte del segundo trofeo de la Challenge Ciclista a Mallorca 2020.
La carrera formó parte del UCI Europe Tour 2020, calendario ciclístico de los Circuitos Continentales UCI dentro de la categoría 1.1. El vencedor fue el alemán Emanuel Buchmann del Bora-Hansgrohe. Completaron el podio, como segundo y tercer clasificado respectivamente, el español Alejandro Valverde del Movister y el austriaco Gregor Mühlberger, compañero de equipo del ganador.

## Equipos participantes
Tomaron parte en la carrera 23 equipos: 5 de categoría UCI WorldTeam, 9 de categoría UCI ProTeam, 8 de categoría Continental; y una selección nacional. Formaron así un pelotón de 160 ciclistas de los que acabaron 138. Los equipos participantes fueron:
| WorldTeams (5)- Bora-Hansgrohe - Lotto Soudal - Movistar Team - Israel Start-Up Nation - Trek-Segafredo ProTeams (9)- Bardiani CSF Faizanè - Burgos-BH - Caja Rural-Seguros RGA - Euskaltel-Euskadi - Arkéa-Samsic - Gazprom-RusVelo - Sport Vlaanderen-Baloise - Circus-Wanty Gobert - Vini Zabù-KTM Equipos continentales (8)- Kometa-Xstra - Canyon DHB p/b Bloor Homes - Team SKS Sauerland NRW - Gios Kiwi Atlántico - Equipo Kern Pharma - Team Work Service Romagnano - Swiss Racing Academy - Memil Equipo nacional- Suiza |
| |

## Clasificación final
- La clasificación finalizó de la siguiente forma:[3]

| \| Clasificación general \| Clasificación general \| Clasificación general \| Clasificación general \| Clasificación general \| \| Ciclista \| Ciclista \| Equipo \| Tiempo \| \| \| --------------------- \| ----------------------- \| ------------------------ \| --------------------- \| --------------------- \| \| 1.º \| Emanuel Buchmann \| Bora-Hansgrohe \| 3 h 55 min 53 s \| \| \| 2.º \| Alejandro Valverde \| Movistar Team \| + 38 s \| \| \| 3.º \| Gregor Mühlberger \| Bora-Hansgrohe \| + 38 s \| \| \| 4.º \| Diego Rosa \| Arkéa-Samsic \| + 38 s \| \| \| 5.º \| Sander Armée \| Lotto-Soudal \| + 38 s \| \| \| 6.º \| Loïc Vliegen \| Circus-Wanty Gobert \| + 38 s \| \| \| 7.º \| Thomas Sprengers \| Sport Vlaanderen-Baloise \| + 38 s \| \| \| 8.º \| Rubén Fernández Andújar \| Fundación-Orbea \| + 38 s \| \| \| 9.º \| Márton Dina \| Kometa-Xstra \| + 38 s \| \| \| 10.º \| Harm Vanhoucke \| Lotto-Soudal \| + 38 s \| \| |                         |                          |                 |
| |                         |                          |                 |
| Fuente: ProCyclingStats |                         |                          |                 |
| Clasificación general |                         |                          |                 |
| Ciclista | Ciclista                | Equipo                   | Tiempo          |
| 1.º | Emanuel Buchmann        | Bora-Hansgrohe           | 3 h 55 min 53 s |
| 2.º | Alejandro Valverde      | Movistar Team            | + 38 s          |
| 3.º | Gregor Mühlberger       | Bora-Hansgrohe           | + 38 s          |
| 4.º | Diego Rosa              | Arkéa-Samsic             | + 38 s          |
| 5.º | Sander Armée            | Lotto-Soudal             | + 38 s          |
| 6.º | Loïc Vliegen            | Circus-Wanty Gobert      | + 38 s          |
| 7.º | Thomas Sprengers        | Sport Vlaanderen-Baloise | + 38 s          |
| 8.º | Rubén Fernández Andújar | Fundación-Orbea          | + 38 s          |
| 9.º | Márton Dina             | Kometa-Xstra             | + 38 s          |
| 10.º | Harm Vanhoucke          | Lotto-Soudal             | + 38 s          |

## UCI World Ranking
El Trofeo Serra de Tramuntana otorgó puntos para el UCI World Ranking para corredores de los equipos en las categorías UCI WorldTeam, UCI ProTeam y Continental. Las siguientes tablas muestran el baremo de puntuación y los 10 corredores que obtuvieron más puntos:
| Posición   | 1.º | 2.º | 3.º | 4.º | 5.º | 6.º | 7.º | 8.º | 9.º | 10.º | 11.º | 12.º | 13.º-15.º | 16.º-25.º |
| Puntuación | 125 | 85  | 70  | 60  | 50  | 40  | 35  | 30  | 25  | 20   | 15   | 10   | 5         | 3         |

| Clasificación |                    |                          |        |
| Posición      | Ciclista           | Equipo                   | Puntos |
| ------------- | ------------------ | ------------------------ | ------ |
| 1.º           | Emanuel Buchmann   | Bora-Hansgrohe           | 125    |
| 2.º           | Alejandro Valverde | Movistar                 | 85     |
| 3.º           | Gregor Mühlberger  | Bora-Hansgrohe           | 70     |
| 4.º           | Diego Rosa         | Arkéa Samsic             | 60     |
| 5.º           | Sander Armée       | Lotto Soudal             | 50     |
| 6.º           | Loïc Vliegen       | Circus-Wanty Gobert      | 40     |
| 7.º           | Thomas Sprengers   | Sport Vlaanderen-Baloise | 35     |
| 8.º           | Rubén Fernández    | Fundación-Orbea          | 30     |
| 9.º           | Márton Dina        | Kometa-Xstra             | 25     |
| 10.º          | Harm Vanhoucke     | Lotto Soudal             | 20     |